# Zavet (huyện)
Zavet là một huyện thuộc tỉnh Razgrad, Bungaria. Dân số thời điểm năm 2001 là 12333 người.